# Birket Sogn
Birket Sogn 
ist eine Kirchspielsgemeinde (dän.: Sogn)
auf der Insel Lolland im südlichen Dänemark.
Bis 1970 gehörte sie zur Harde Lollands Nørre Herred im damaligen Maribo Amt, danach zur Ravnsborg Kommune im Storstrøms Amt, die im Zuge der  Kommunalreform zum 1. Januar 2007 in der Lolland Kommune in der Region Sjælland aufgegangen ist.
Im Kirchspiel leben 429 Einwohner, davon weniger als 200 im Kirchdorf (Stand: 1. Januar 2023).

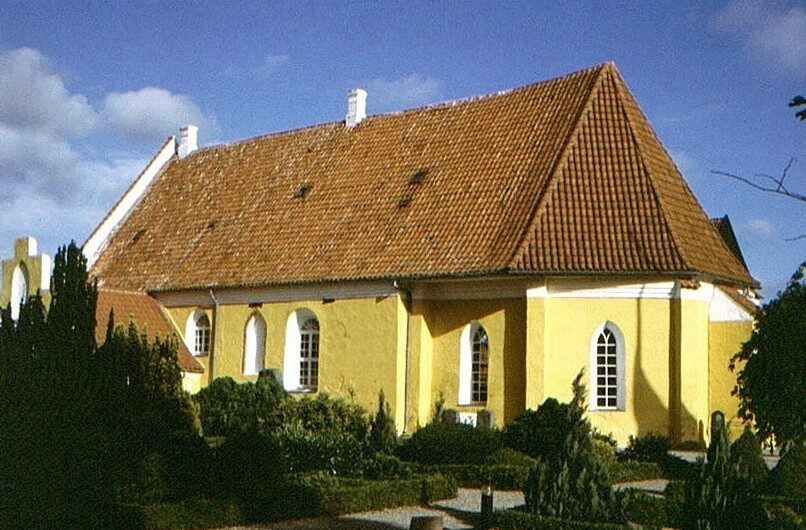
Birket Kirke

Im Kirchspiel liegt die Kirche „Birket Kirke“.
Nachbargemeinden sind im Südosten Stokkemarke Sogn, im Südwesten Vesterborg Sogn und im Nordwesten Nøbbet Sogn.